# Pinus stylesii

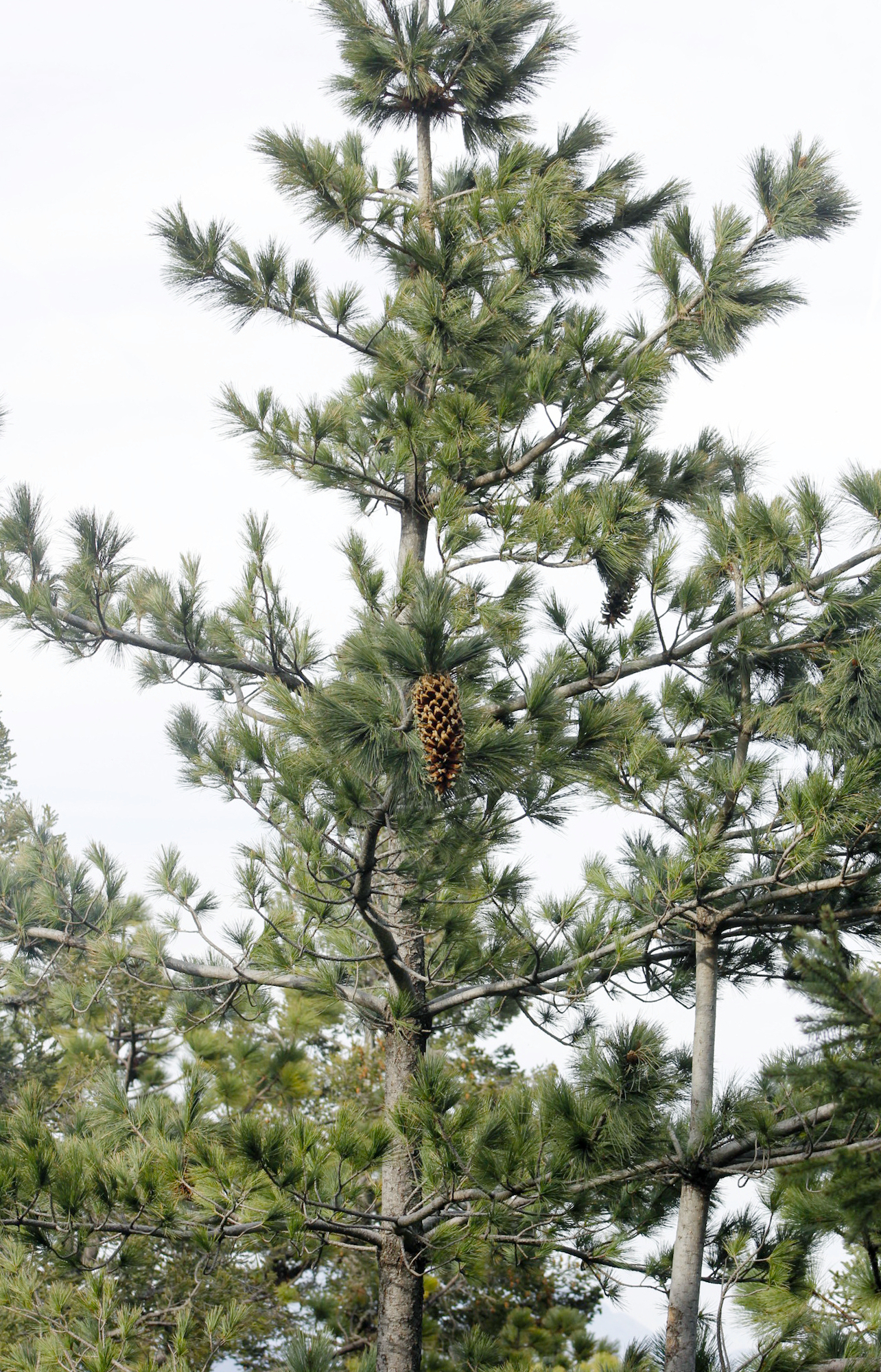
У дикій природі на Серро-Потосі

Pinus stylesii — вид сосни з родини Pinaceae, що походить із Східна Сьєрра-Мадре на північному сході Мексики. Дерево, що досягає 25 м, входить до складу Pinus subsection Strobus. Він був відокремлений від Pinus strobiformis, який зустрічається в Сьєрра-Мадре Оксиденталь.